# Tống Phước Hòa

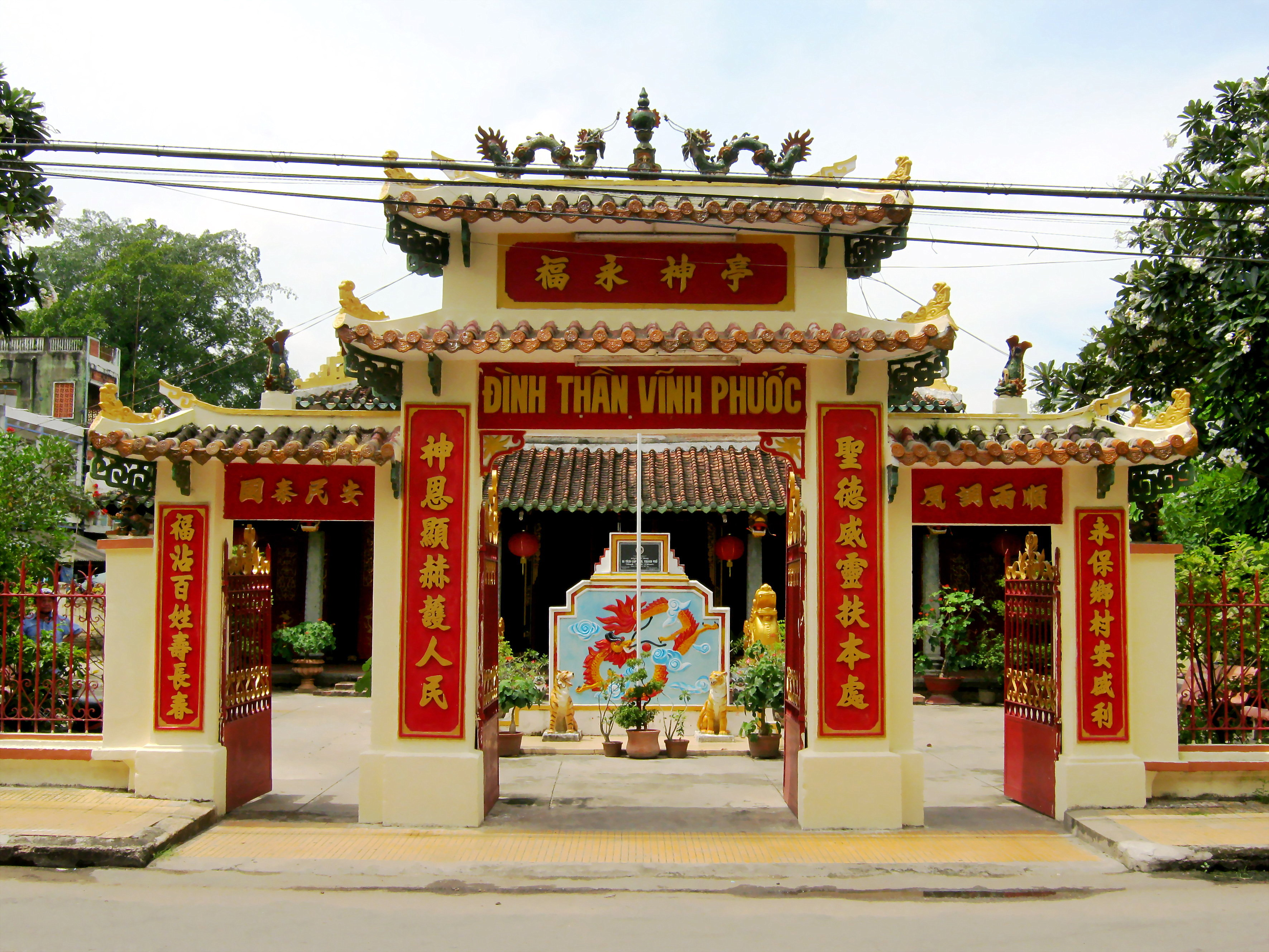
Đình Vĩnh Phước tại trung tâm thành phố Sa Đéc thờ Thành hoàng bổn cảnh và phối thờ Tống Phước Hòa.

Tống Phước Hòa  hay Tống Phúc Hòa (chữ Hán: 宋福和; ? - 1777), là danh tướng thời chúa Nguyễn Phúc Thuần và chúa Nguyễn Phúc Dương trong lịch sử Việt Nam.

## Tiểu sử
Ông là em (hoặc anh)  với Lưu thủ Tống Phước Hiệp. Cả hai đều là người ở huyện Tống Sơn (nay là Hà Trung), tỉnh Thanh Hóa, và cùng theo nghiệp binh lúc còn trai trẻ.
Khoảng năm Bính Thân (1776), Tống Phước Hòa cầm quân đánh nhau với quân Tây Sơn ở Bình Thuận, Phú Yên, sau đó nhận lệnh đóng giữ Ô Cam, được thăng chức cai cơ.
Cũng trong năm ấy, Định vương Nguyễn Phúc Thuần bị tướng Lý Tài ép phải giao quyền cho Nguyễn Phúc Dương (tức Tân Chính vương), sau đó, Tống Phước Hòa cùng Tống Phúc Thiêm (cũng là người ở Thanh Hóa) được cử vào dinh Long Hồ. Ở đây, trong quân ngũ của Tống Phước Hiệp, ông được giao coi giữ Đông Khẩu đạo (tức vùng Sa Đéc ngày nay).
Năm Đinh Dậu (1777), đại binh của Tây Sơn từ Quy Nhơn lại tiến đánh Gia Định, Tống Phước Hòa cùng với Tống Phúc Thiêm lập tức điều động binh sĩ ra sức cản phá và làm nhiệm vụ bảo vệ Nguyễn Phúc Dương. Nhưng trước sức mạnh của đối phương, Tống Phước Hòa phải cho người phò chúa chạy về Ba Vát (nay thuộc Bến Tre), chỉ còn mỗi mình ông ở lại chống cự.
Tướng Tây Sơn liền chia quân đuổi theo và bắt sống được Nguyễn Phúc Dương đem về Gia Định.
Nghe tin chúa Nguyễn Phúc Dương và chúa Nguyễn Phúc Thuần đều bị bắt, Tống Phước Hòa gom tàn quân quyết đánh một trận nữa để hòng cứu vãn, nhưng thất bại. Và ông đã trở gươm tự sát tại chiến trường Ba Vát (Bến Tre) năm 1777.

## Ghi công
Năm Gia Long thứ 9 (1810), Tống Phước Hòa được nhà vua cho truy tặng là Chưởng dinh Quận công, và được đưa vào thờ ở miếu Trung Tiết Công Thần ở Huế.
Năm Thiệu Trị thứ 3 (1843), ông được sắc phong làm Trung đẳng thần.
Vì từng là Tổng binh Đông Khẩu đạo, nên khi xưa ở làng Tân Phú Đông thuộc Sa Đéc có miếu thờ Tống Phước Hòa. Với lòng tôn kính, miếu thờ này thường được người dân gọi là Miếu quan Thượng đẳng, mặc dù ông chỉ được sắc phong làm Trung Đẳng thần. Năm 1946, vì miếu bị hư hỏng nặng nên sau khi quân Pháp đánh chiếm Sa Đéc, đã cho phá bỏ để xây trại lính. Vì vậy, các bô lão đã đem bài vị và sắc phong của ông gửi (phối thờ) trong đình Vĩnh Phước (có từ trước năm 1852) cho đến nay.
Trước năm 1975, đường Tống Phước Hòa là một trong những tuyến đường chính, quan trọng và dài nhất của tỉnh lỵ Sa Đéc (nay là thành phố Sa Đéc). Mãi cho đến khoảng năm 1978, đường này mới đổi tên thành đường Trần Hưng Đạo cho đến ngày nay.